# Trapianto (album)
Trapianto è il secondo e ultimo album della cantante italiana Paola Musiani, nell'occasione indicata come "La Musiani", pubblicato dall'etichetta discografica F1 Team e distribuito dalla Panarecord nel 1984.
I brani sono interamente composti dall'interprete, ad eccezione di Quello che ci vuole per me, firmato da Carmelo La Bionda e Cristiano Minellono. L'album è prodotto da Bruno Farina, mentre gli arrangiamenti sono curati da Paolo Gianolio.
L'uscita del disco viene anticipata l'anno prima da quella del singolo Fastidio/Curiosità.

## Tracce

### Lato A
1. Trapianto
2. Curiosità
3. Fastidio
4. Tappo

### Lato B
1. Ed io con lei
2. Area di parcheggio
3. Quello che ci vuole per me
4. Ma che razza di età